# Bufotoxin
Bufotoxin là chất độc có trong gan, trứng, da, mủ (dịch tiết màu trắng đục từ các tuyến dưới da và mang tai), mắt và hạch thần kinh (dọc hai sống lưng) của một số loài cóc. Chất này có thể gây chết người trong thời gian rất ngắn. Người ta ước tính lượng bufotoxin trong một con cóc có thể gây chết cho 4 - 5 người khỏe mạnh.
Các loài cóc có bufotoxin:
- Bufo alvarius
- Bufo americanus
- Bufo arenarum
- Bufo asper
- Bufo blombergi
- Bufo boreas
- Bufo bufo
- Bufo gargarizans
- Bufo formosus
- Bufo fowleri
- Bufo marinus
- Bufo melanostictus
- Bufo peltocephalus
- Bufo quercicus
- Bufo regularis
- Bufo valliceps
- Bufo viridis
- Bufo vulgaris